# Iľja Skoček

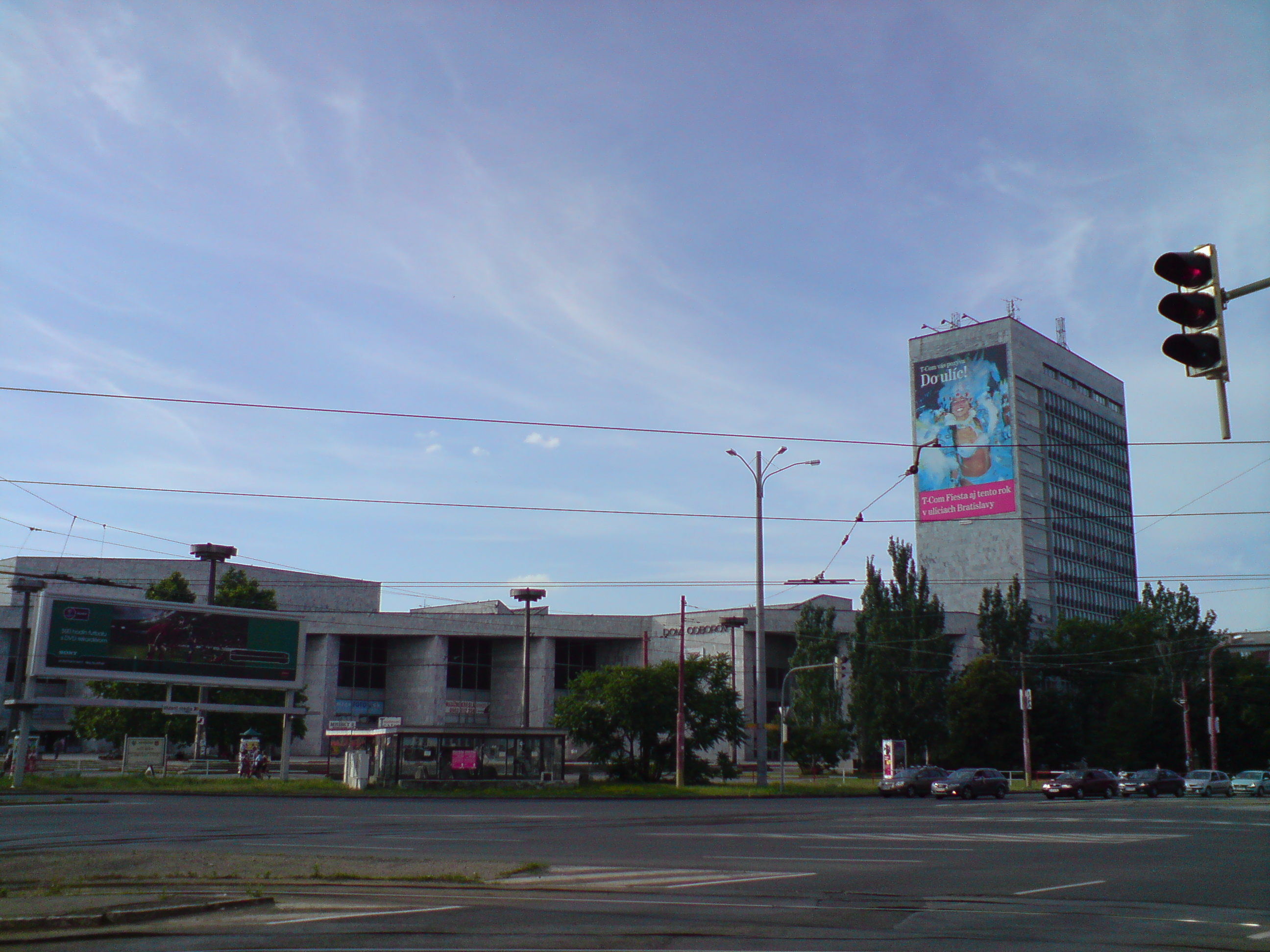
Dom odborov Istropolis

Iľja Skoček  (* 12. Juni 1930 in Bratislava, Tschechoslowakei; † 3. Februar 2022) war ein slowakischer Architekt und Urbanist. Er war Mitglied des Architektenbüros Trio – Konček, Skoček, Titl.
Iľja Skoček  gehört zu den Vertretern der Nachkriegsmoderne in der Slowakei.

## Leben
Skoček studierte von 1948 bis 1952 an der Fakultät für Architektur und Design der Slowakischen Technischen Universität in Bratislava. Nach einem Jahr Praktikum bei der Baufirma Stavoprojek studierte er zwischen 1953 und 1956  an der Akademie der Bildenden Künste in Prag bei Jaroslav Fragner. Hier begann auch seine Zusammenarbeit mit den slowakischen Architekten Ferdinand Konček (1929) und Ľubomír Titl (1929–2018).
In den Jahren 1977–1982 war er Mitglied des Vorstands von ZSA (Zväz slovenských architektov – Slowakischer Architektenbund).
Er war Architekt bzw. Co-Architekt mehrerer wichtiger Bauwerke in der Slowakei, darunter Hotel Sorea (Bratislava),
Gewerkschaftshaus Istropolis (Bratislava), Hotel Máj (Liptovský Ján), Hotel Baník (Štrbské Pleso), Gebäude Petrimex (Bratislava).
Er hat sich auch an der Projektierung der Wohngebiete Štrkovec oder Dúbravka (Bratislava) beteiligt.
Iľja Skoček hatte sechs Kinder, drei seiner Söhne sind ebenfalls Architekten.

## Werke

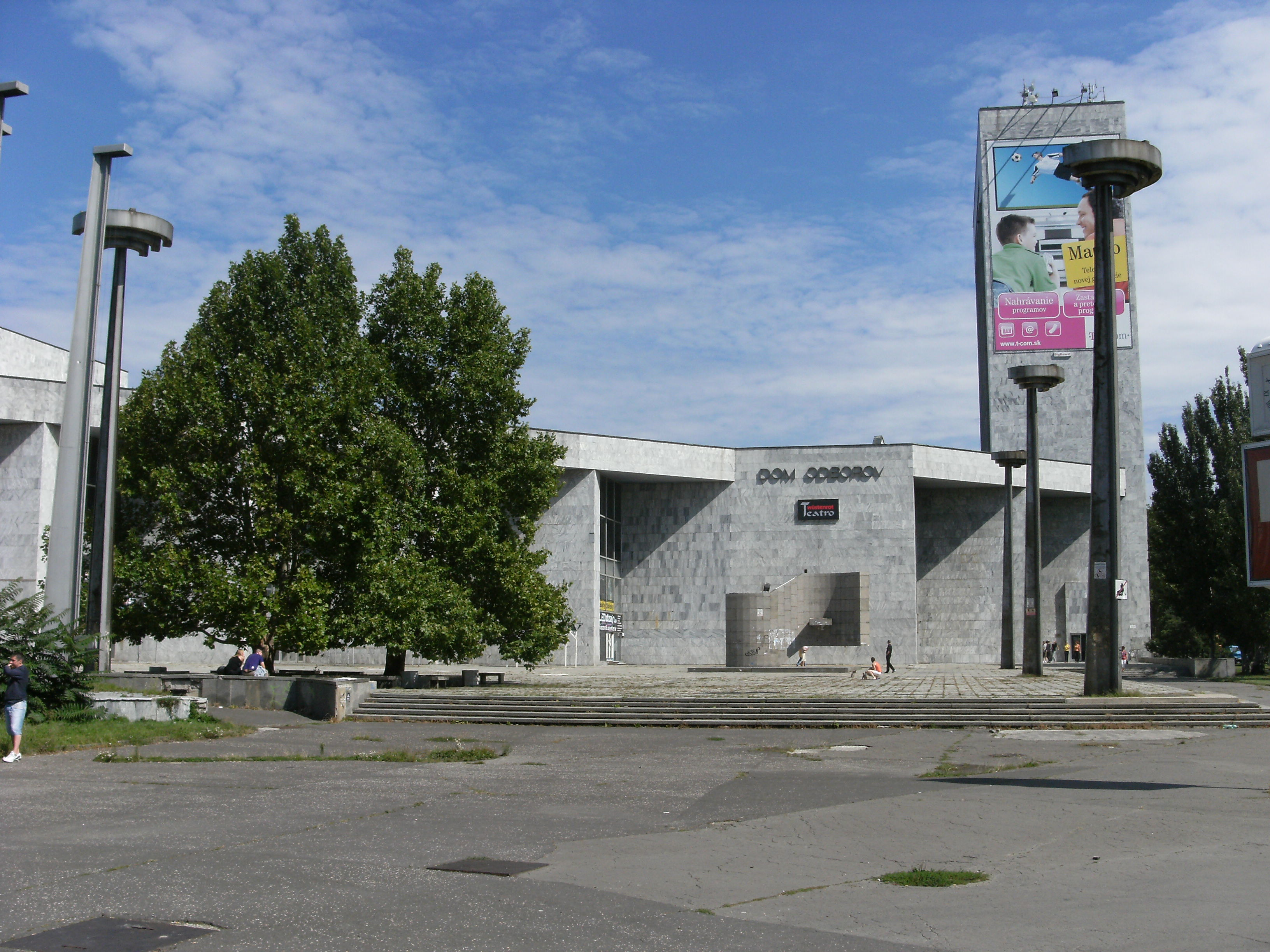
Gewerkschaftshaus Istropolis (1960–1967)

- Gewerkschaftshaus Istropolis, Bratislava, Trnavské mýto 1, Projekt: 1955–1980, Realisation: 1981. Mitautoren: Ferdinand Konček, Ľubomír Titl.
- Hotel Sorea Bratislava, Kráľovské údolie 8, Projekt: 1960, Realisation: 1962–1966. Mitautoren: Ferdinand Konček, Ľubomír Titl.
- Juraj-Hronc-Studentenheim, Bratislava, Bernolákova 1, Projekt: 1960, Realisation: 1961–1967.  Mitautoren: Ľudovít Jendreják, Ferdinand Konček, Ľubomír Titl, Georg Thursunov. 1966 hat er den Preis  "Cena Dušana Jurkoviča" (Dušan-Jurkovič-Preis) des Verbandes der slowakischen Architekten (Spolok architektov Slovenska SAS) gewonnen.[1]
- Hotel Baník, (heute, Hotel Sorea Trigan) Nové Štrbské Pleso Nr. 12, Projekt: 1970–1972, Realisation: 1973–1975. Mitautoren: Ferdinand Konček, Ľubomír Titl.
- Wohngebiet Dúbravka, Bratislava, Projekt : 1967–1968, Realisation: 1969–1975.

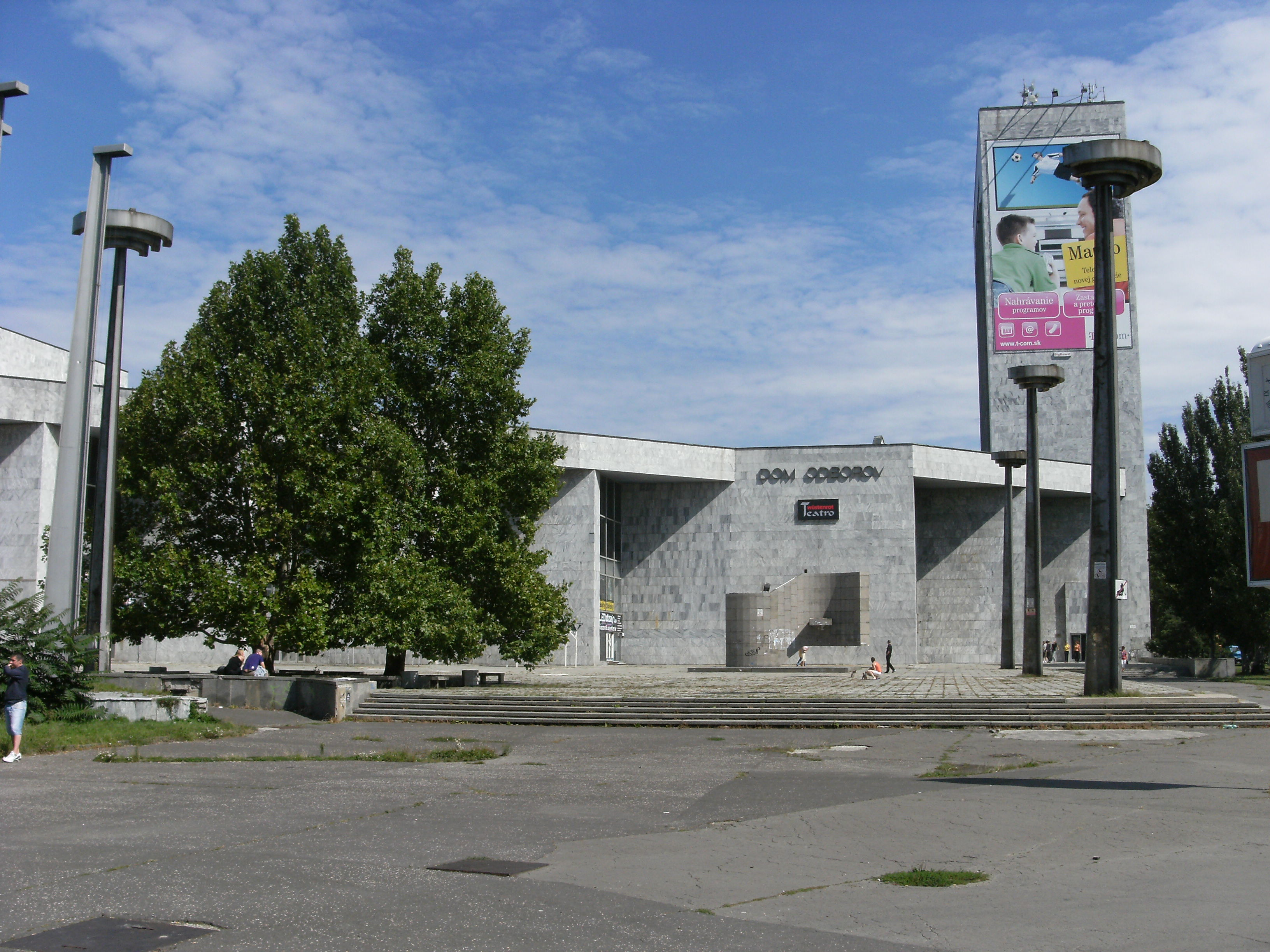
Bratislava – Istropolis, Gewerkschaftshaus
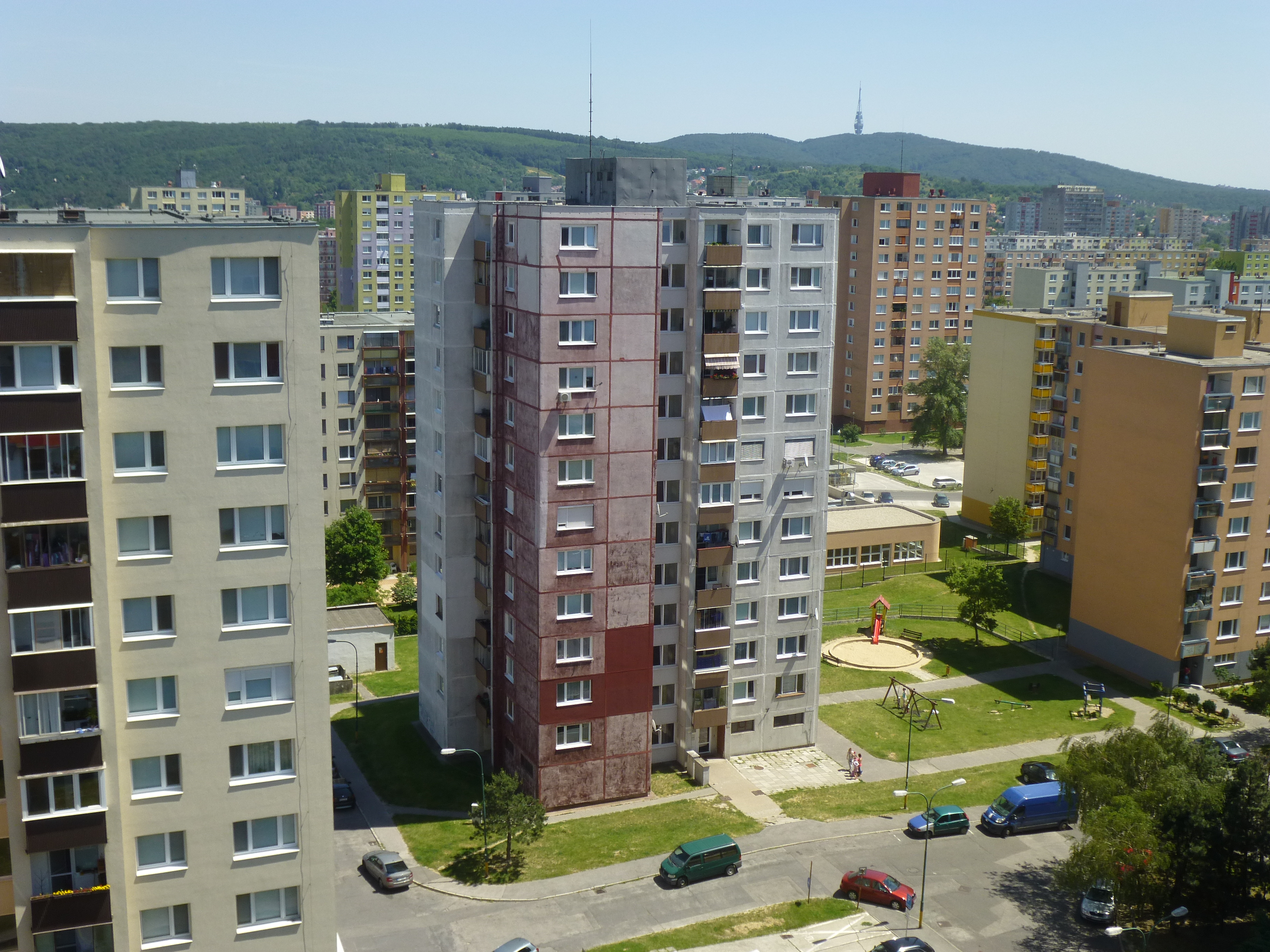
Bratislava – Wohngebiet Dúbravka
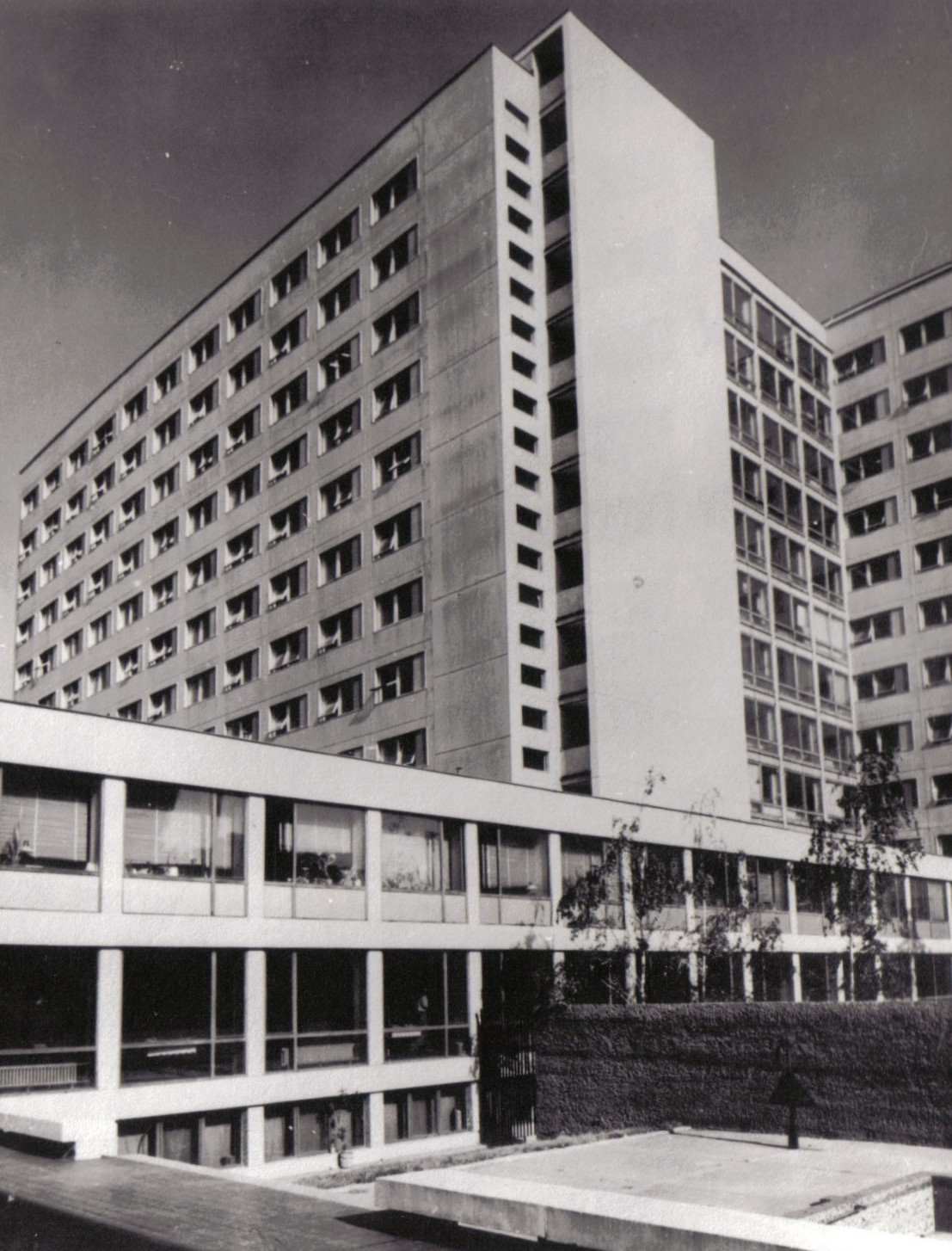
Bratislava – Juraj-Hronc-Studentenheim
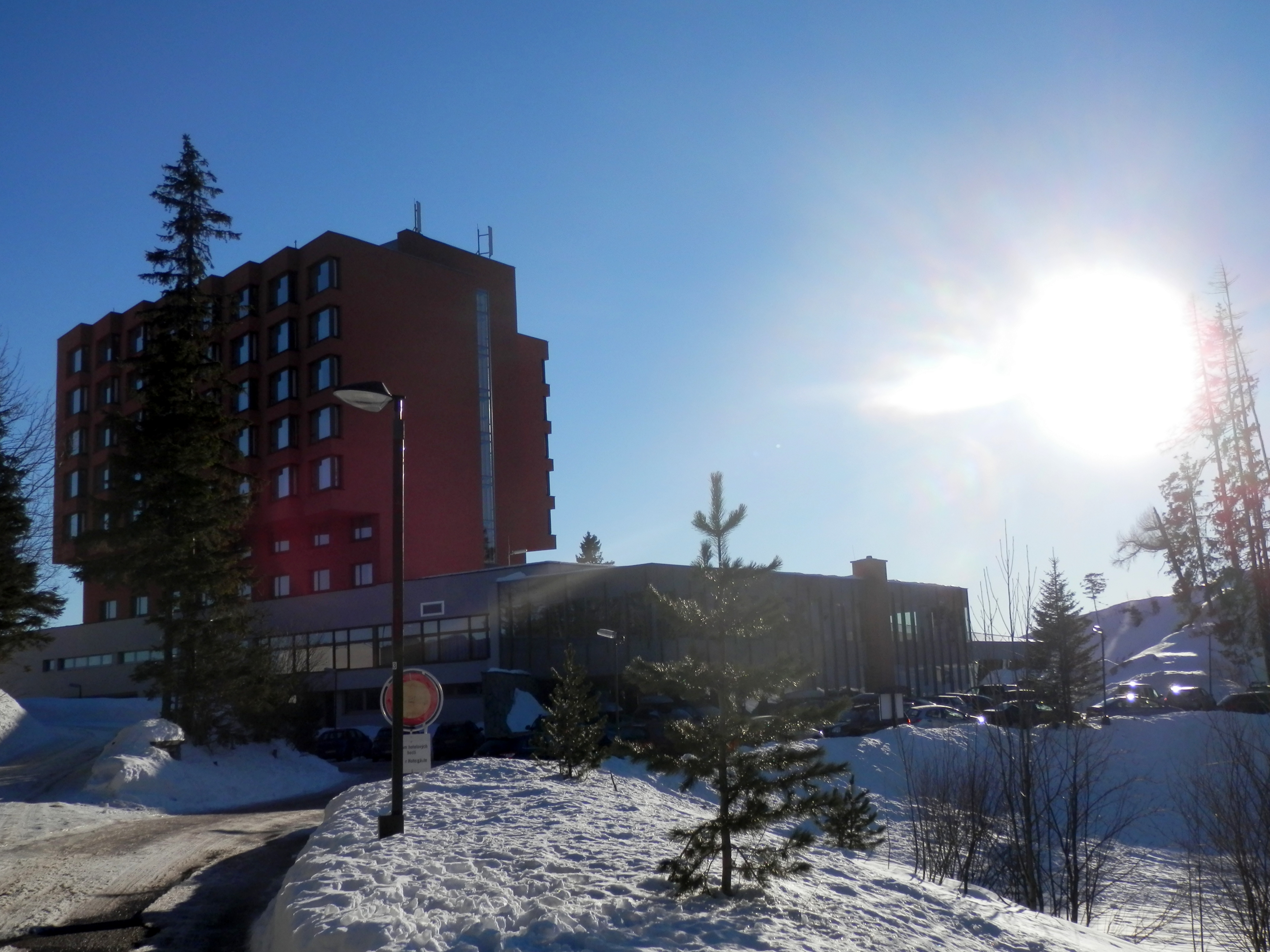
Štrbské Pleso – Hotel Baník